# Ольга (Слёзкина)
Игуменья Ольга (в миру Еле́на Ива́новна Слёзкина; 29 октября 1915, Петроград — 3 ноября 2013, Бюсси-ан-От) — игуменья Западноевропейского экзархата Константинопольского патриархата; настоятельница Покровского монастыря (1992—2013).

## Биография
Родилась 29 октября 1915 году в Петрограде в дворянской семье.
В 1920 году с семьей эмигрировала из России и поселилась во Франции, где получила филологическое образование (доктор филологических наук[уточнить]) и работала доцентом Института восточных языков в Париже.
Будучи православной, активно участвовала в жизни прихода храма Христа Спасителя в пригороде Парижа — Аньер-сюр-Сен, где несла обязанности чтеца и преподавала в церковной школе при храме. Посещала русских больных в госпиталях.
Духовным наставником Елены Слёзкиной в течение многих десятилетий был епископ Мефодий (Кульман), настоятель Аньерского Спасского храма. По его благословению, в течение четверти века девушка была организатором паломничеств в Святую Землю.
В 1964 году епископом Мефодием была тайно пострижена в рясофор. Не жила в монастыре, потому что ухаживала за больной матерью.
В 1973 году защитила в Сорбонне диссертацию, посвященную Оптиной пустыни и Ивану Киреевскому. В течение следующих нескольких лет она преподавала русский язык и русскую культуру в Государственном институте Восточных языков и культур.
Вела работу по изданию в эмиграции русского духовно-нравственного журнала «Вечное».
В 1988 году после смерти матери приняла монашеский постриг с именем Ольга в Женской общине в Вифании во время паломничества в Палестину. Поступила в Покровский женский монастырь в Бюсси-ан-От, где после кончины в 1992 году игумении Феодосии (Соломянской) была возведена в сан игуменьи и стала настоятельницей Покровского монастыря. В годы её игуменства был прославлен в лике святых протоиерей Алексий Южинский, мощи которого в настоящее время находятся в монастыре; был возведен новый большой храм обители.
Скончалась утром 3 ноября 2013 года во время литургии в возрасте 98 лет.

## Семья
- Отец — Иван Михайлович Слёзкин — потомственный дворянин, окончил Императорское училище правоведения в Санкт-Петербурге, в 1920 году вместе с семьей был вынужден эмигрировать на Запад. Автор книги «Моим детям» (1936).
- Брат — Михаил Иванович Слёзкин.